# Janne Stark
Janne Stark, född 1963 i Karlshamn, är en svensk gitarrist och skribent.

## Biografi
Janne Stark släppte sin första singel, Caress Of Steel, 1980 med det melodiösa hårdrocksbandet Paradize, och bildade senare samma år det mer renodlade heavy metal-bandet Overdrive. Overdrive släppte den egenfinansierade MLP:n Reflexions 1981 (begränsad utgåva i 500 exemplar), och skrev senare kontrakt med  Planet Records. År 1983 släppte gruppen debutalbumet Metal Attack och året därpå uppföljaren Swords And Axes. Gruppen splittrades 1985 och Stark bildade då gruppen Overheat tillsammans med före detta Overdrive-sångaren Pelle Thuresson, nu på bas. Gruppen fanns endast i några år och släppte aldrig någon platta.
1991 medverkade Stark i den nationella sologitarrtävlingen Guitar Battle, där han tog sig till riksfinal två år i rad vilket gjorde att han även medverkade på samlingsskivorna Guitar Heroes Of Sweden Vol 1 och Guitar Heroes Of Sweden Vol 2.
1995 bildade han gruppen Locomotive Breath. Gruppen debiuterade 1997, med albumet Train Of Events (BlueStone Records). Albumet släpptes året efter även i Japan på Avex Music. Uppföljaren Heavy Machinery släpptes 2002 och bandets tredje album Change Of Track följde i oktober 2005. På denna platta återfanns även Marcel Jacob (Talisman, Yngwie Malmsteen) på bas. Efter detta album tog gruppen en lång (fortfarande pågående) paus, endast med en kortare återkomst i och med låten Fill Your Head With Rock som spelades in för 2008 års Sweden Rock Festivals samlings-CD.
1996 släppte Stark sin första encyklopedi om svensk hårdrock; The Encyclopedia Of Swedish Hard Rock And Heavy Metal 1970-1996, ett 400-sidigt uppslagsverk innehållande information om mer än ettusen svenska hårdrocksband. 2002 utgavs uppföljaren; Volume 2.. Båda böckerna gavs ut av Premium Publishing. En tredje bok är under produktion, men väntas inte släppas förrän sent 2011.
Förutom att spela gitarr i sina ordinarie band har Stark gästat med en rad andra grupper som Narnia, Blinded Colony, Faith, VII Gates, Chris Catena, Rod Chappell Band, Audiovision, From Behind (med före detta Samson-sångaren Nicky Moore), Zello etc.
Han har även gjort layout och/eller artwork för plattor med grupper som Zello, Neon Rose, Zeelion, Axia, RAW, Have Mercy med flera.
2003 återförenades Starks gamla åttiotalsgrupp Overdrive. En MCD betitlad Resurrected släpptes i 500 exemplar 2006 och efterföljdes 2008 av albumet Let The Metal Do The Talking, utgiven av finländska Lion Music samt japanska Soundholic.
December 2006 tog Stark del i engångsprojektet Sweden Rock All Star Band tillsammans med Udo Dirkschneider, Ian Haugland, Ryan Roxie, Oscar Dronjak etc.
År 2007 släppte Stark sitt nya soloprojekt Mountain Of Power på bolaget Grooveyard Records, som byggde på hans influenser från sjuttiotalet, såsom Derringer, Moxy, Stray Dog, Captain Beyond och Budgie, och med gäster som Dan Swanö, Björn Lodin, Thomas Larsson, Anders Johansson, Chris Catena, Jonas Hansson, David Fremberg, Mikael "Nord" Andersson och Mike Andersson.
Stark sammanstrålade detta år med Björn Lodin och Mikael Nord Andersson i en ny konstellation kallad BALLS. Gruppens debutplatta Chameleon släpptes 10 oktober 2008 på BLP Records, men gruppen lade ner strax efteråt. Janne och Mikael fortsatte dock att komponera låtar ihop. Janne Stark bidrog även med gästsolon på plattor med Thalamus, M.O.B, Alyson Avenue och Tower Of Stone.
2007 inledde Stark även ett samarbete med Token/Scudiero-keyboardisten Mikael Rosengren i vad som skulle bli bandet Constancia. Bandets debutplatta Lost And Gone släpptes på Frontiers Records juli 2009 och senare i Japan på King Records (med bonusspåret Wasted).. I december detta år medverkade Stark även i en allstar-konstellation på Sweden Rock Festivals december-kickoff, nu tillsammans med musiker som Uli Jon Roth, Ken Hensley, Mats Leven, Ule Ritgen, Marc Boals med flera.
I augusti 2008 släpptes The Encyclopedia of Swedish Punk Premium Publishing, skriven av Peter Jandreus, men där Stark fick credit för layout, additional text och research. 
2010 började Overdrive arbetet med sin sjunde platta "Angelmaker", som släpptes i januari 2011, även denna utgiven av Lion Music.. "Angelmaker" gavs även ut på japanska Rubicon Music med två bonusspår..
Senare under året släpptes även en efterföljande vinyl-LP med sex låtar som inte kom med på CD:n, samt tre spår från CD:n. Titeln var The Angelmaker's Daughter och gavs ut i 300 exemplar i tre färger (röd, gul, blå) samt en extra utgåva om 25 exemplar i svart vinyl.
I slutet av 2011 gick Janne Stark även med i gruppen Grand Design, med vilka han tidigare hade gästat.
I november 2013 släpptes Janne Starks tredje encyklopedi om svensk hårdrock, The Heaviest Encyclopedia Of Swedish Hard Rock And Heavy Metal Ever! på Premium Förlag. Denna bok innefattar de 1600 grupper som förekom i de tidigare verken samt ytterligare 2000, totalt 3600 svenska hårdrocksband, omskrivna på 912 sidor.
2015 spelade Stark in gästsolon för albumet Agents of Mystification med gruppen Assassin's Blade. Han gjorde även omslaget, samt medverkade på återutgåvan av Grand Designs debutplatta Time Elevation (Re-Elevated). I slutet av året släpptes dessutom den andra plattan med projektbandet Constancia. Albumet gavs ut av australiska MelodicRock Records i två versioner, en limiterad version i 300 exemplar samt en standardutgåva. Titeln var Final Curtain. Förutom detta släpptes även det tredje albumet med Mountain of Power betitlat Volume Three, även detta på Grooveyard Records. Bland gästerna här märktes Carl Dixon (Coney Hatch), Neil Merryweather, Kee Marcello,  Mikael Nord Andersson, Michael Denner och Hank Shermann. 2016 släpptes även Volume Three i en begränsad upplaga som dubbel-LP. 2016 medverkade han även som gäst på italienska gruppen Il Rovescio Della Medaglias album Tribal Domestic, där han bidrog med gästsolon. 
2017 inledde Janne ett samarbete med sångaren/basisten Neil Merryweather (som även gästade på Jannes tredje platta med Mountain of Power). Det resulterade i bansdet Merryweather Stark och albumet "Carved In Rock" som släpptes på GMR Music 2018. Samma år skrev även Grand Design på för GMR och plattan "Viva La Paradise" släpptes i april samma år. 
I augusti 2019 lämnade Janne Grand Design. In November samma år spelade han in hyllningsplatta till den walesiska hårdrockgruppen Budgie under projektnamnet Bandolier Kings. På plattan återfinns även sångaren/gitarristen Tony Spinner (Toto, Paul Gilbert, solo) samt före detta Budgie-medlemmarna Tony Bourge och Steve Williams. Andra gäster är till exempel  Kyoji Yamamoto från Bow Wow, Ian Haugland från Europe, John Gallagher från Raven och Bill Steer från Firebird. Andra plattan med Bandolier Kings, "Time To Remember", släpptes 2022 och innehåller även den Tony Spinner på sång/gitarr, samt gästspel från Budgies Tony Bourge samt musiker som Andy La Rocque, Rowan Robertson, Stoney Curtis, Don Mancuso, Brian Mullins, John Gallagher, Doug Rappoport och Mikael Nord Andersson. 
11 November 2022 släpptes plattan "Cosmic Affect" med Merryweather Stark Wackerman, en platta som skrevs och spelades in under en helg 2019 när Janne var i Las Vegas för att jobba med Merryweather Stark-plattan "Rock Solid". Trion består, förutom Janne, av Neil Merryweather på sång och bas samt trummisen John Wackerman.
2021 återkom Constancia med tredje plattan "Brave New World", nu med engelske Pete Godfrey som ny sångare och med Pride And Joy Music som skivbolag. Plattan följdes 2024 upp av albumet "IV Evermore", som såg Stark ta över rollen som basist och även ta sig an mixning och mastrering av plattan, även denna släppt på Pride And Joy Music. 

## Skivsläpp med Stark
- Paradize - Caress of Steel (7", 1980)
- Overdrive - "Reflexions" (MLP, 1981)
- Overdrive - "Rockslaget" (3LP comp, 1982)
- Overdrive - "Metal Attack" (LP, 1983)
- Overdrive - "Swords And Axes" (LP, 1984)
- Janne Stark - "Guitar Heroes Of Sweden Vol 1" (CD, 1991)
- Janne Stark - "Guitar Heroes Of Sweden Vol 2" (CD, 1992)
- Paradize - "Swedish Metal Explosion" (CD, bootleg, 199?)
- Overdrive - "Swedish Hard Rock & Heavy Metal" (3CD, 1996)
- Locomotive Breath - "Swedish Hard Rock & Heavy Metal" (CD comp, 1996)
- Overdrive - "Swedish Hard Rock & Heavy Metal" (3CD comp, 1996)
- Locomotive Breath - "Train Of Events" (CD, 1997 Eu, 1998 Jap)
- Locomotive Breath - "Released By X-mas" (CD comp, 1998)
- Locomotive Breath - "Thousand Days Of Yesterdays - Captain Beyond tribute" (CD comp, 1999)
- Overdrive - "Metal Attack" (CD re-issue, 1996)
- Overdrive - "Swords And Axes" (CD re-issue, 1996)
- Narnia - "Awakening" (CD, 1997) - gästsolo
- Locomotive Breath - "Power From The North" (CD comp, 2000)
- Overdrive - "Overdrive" (7" Pic disc, 2001)
- Locomotive Breath - "The Spirit Of The Black Rose - Phil Lynott tribute" (2CD comp, 2001)
- Overdrive - "Mission Of Destruction - Live" (CD, 2001)
- Locomotive Breath -  "Heavy Machinery" (CD, 2002)
- Locomotive Breath -  "Train Of New Events" (CD, 2003)
- Spearfish -  "Back For The Future" (CD, 2003) - gästsolo
- VII Gates -  "Fire, Walk With Me" (CD, 2003) - gästsolo
- Locomotive Breath -  "Raisin' Hell In Blekinge" (CD comp, 2003)
- Faith -  "Salvation Lies Within" (LP, 2003) - gästsolo
- Blinded Colony -  "Divine" (CD, 2004) - gästsolo
- Locomotive Breath -  "The Sweet According To Sweden" (CD comp, 2004)
- Zello -  "First Chapter, Second Verse" (CD, 2004)
- Audiovisions -  "The Calling" (CD 2005) - gästsolo
- Locomotive Breath -  "Change Of Track" (CD, 2005)
- Overdrive -  "Resurrected" (MCD, 2006)
- Planet Alliance -  s/t (CD, 2006)
- Mountain Of Power -  s/t (CD, 2006)
- Tower Of Stone -  "Painting Tomorrow" (CD demo, 2007) - gästsolo
- Teenage Rampage -  "Too fast for love - A millennium tribute to Mötley Crüe" (CD comp, 2007)
- Teenage Rampage -  "Race Track Rock" (CD comp, 2007)
- The Kaars -  "Göra Maul Kaaa" (CDS, 2007)
- John Garner's Sir Lord Baltimore -  "Sweden Rock Festival 2007" (CD comp, 2007)
- Overdrive -  "Sweden Rock Festival 2007" (CD comp, 2007)
- Chris Catena -  "Booze, Brawds and rockin' hard" (CD, 2007) - gästgitarrer
- Mörrum's Own -  "Mörrum Ka" (MCD, 2007)
- Chris Catena -  "Discovery" (CD, 2008) - gästgitarrer, kompositör
- Overdrive -  "Let The Metal Do The Talking" (CD, 2008)
- Teenage Rampage -  "Rough 'N Ready" (CD, TBR)
- Teenage Rampage -  "Lick It Up: A Millennium Tribute to Kiss" (comp 2008)
- Thalamus -  "Beneath A Dying Sun" (CD, 2007) - gästsolo
- M.O.B -  "The Greatest Enemy" (CD, 2008) - gästsolo
- Pavic -  "Unconditioned" (CD, 2008) - textförfattare
- BALLS -  "Chameleon" (CD, 2008)
- Locomotive Breath -  "Sweden Rock Festival 2008" (CD comp, 2008)
- Constancia -  "Sweden Rock Festival 2009" (CD comp, 2009)
- Alyson Avenue -  "Omega" (CD, 2009) - gästgitarrer
- Constancia -  "Lost And Gone" (CD, 2009)
- Mountain Of Power -  "Volume Two" (CD, 2010)
- Audiovision -  "Focus" (CD, 2010) - gästsolo
- Ruined Soul -  "My Dying Day" (CD, 2010) - gästsolo
- Overdrive -  "Angelmaker" (CD, 2011)
- Overdrive -  "The Angelmaker's Daughter" (LP, 2011)
- Grand Design - "Rock For Japan" (comp CD, 2011) - gästsolo
- Overdrive - "Embrace The Sun" (comp CD 2011)
- Locomotive Breath - "Embrace The Sun" (comp CD 2011)
- Tomas Bergsten's Fantasy - "Caught In The Dark" (CD, 2013) - gästsolo
- Grand Design - "Baby It's You" (digital single, 2013)
- Peter Hermansson - "Black Cloud" (digital EP, 2013) - gästgitarrer
- Overdrive -  "Let The Metal Do The Talking" (LP, 2013)
- Rocka Rollas - "The Road To Destruction" (CD, 2014) - gästsolo
- Grand Design - "Thrill Of The Night" (CD, 2014)
- Grand Design - "MelodicRock Fest IV" (comp CD, 2014)
- Constancia -  "Final Curtain" (CD, 2015)
- Constancia -  "Final Curtain - Special Edition" (CD, 2015)
- Grand Design - "Time Elevation (Re-elevated) (CD, 2015) - guest, artwork
- Mountain Of Power -  "Volume Three" (CD/2LP, 2015)
- Assassin's Blade -  "Agents Of Mystification" (CD/cass/LP, 2015/2016) - gästsolon
- Magnolia -  "På djupt vatten" (CD/LP, 2016) - mastring
- Mother Misery -  "Dedication" (MLP, 2016) - mastring
- The Re-Stoned - "Reptiles Return" (LP, 2016) - mastring
- Marc Quee - "Better Late Than Never" (CD, 2017) - gästsolo
- Pretty Maids -  "Kingmaker" (CD/LP, 2016) - inspelningstekniker
- Il Rovescio Della Medaglia -  "Tribal Domestic" (CD/LP, 2016) - gästsolo
- Thalamus - "Hiding From Daylight" (LP/CD, 2017) - gästsolo
- Merryweather Stark - "Carved In Rock" (CD/2LP, 2018)
- Overdrive -  "Reflexions" (LP, 2018)
- Overheat -  "Fight To The Finish" (CD/LP, 2018)
- Peo -  "Orbit Of Dreams" (CD, 2018) - gästsolon
- Heartwind -  "Higher And Higher" (CD, 2018) - gästgitarrer, artwork
- Grand Design - "Viva La Paradise" (CD/LP, 2018)
- Grand Design - "Viva La Paradise - Special Mission" (CD, 2018)
- Interaction - "Warriors" (CD, 2019) - artwork, digitalisering
- Faling Hazard - "I Lie Not/Old Town" (7", 2019)
- Grand Design - "V" (CD/LP, 2020) - artwork layout, vinylmastring
- Bandolier Kings - "Welcome To The Zoom Club (A Tribute To Budgie)" (CD/2LP, 2019/2020)
- Chris Catena's Rock City Tribe - "Truth In Unity" (CD, 2020)
- Tragik - "Faith Healer" (CD, 2020) - guest solo
- Merryweather Stark - "Rock Solid" (CD/LP, 2020)
- Mountain of Power - "Volume Four" (CD, 2020)
- Merryweather Stark Wackerman - "Cosmic Affect" (CD/LP, 2022)
- Bandolier Kings  - "Vol 2: Time To Remember" (CD/LP, 2022)
- Mountain of Power  - "Volume Five" (CD/LP, 2023)
- Falling Hazard  - "I Lie Not" (CD, 2023)
- Paradize  - "Caress Of Steel" (12", 2022)
- LEGEND Revisited  - "From The Lord" (CD/LP, 2024)
- Constancia  - "IV Evermore" (CD/LP, 2024)